# The Farm (イギリスのロックバンド)
ザ・ファーム（英語: The Farm）は、イギリスのロックバンドである。1980年代にリヴァプールで結成。マッドチェスターがブームになっていた頃にブレイクした。
1991年にアルバム『Spartacus』を発売し、全英アルバムチャートで第1位を獲得した。代表曲は「All Together Now」。

## メンバー
| 名前                                          | 担当楽器          | 在籍期間                      |
| --------------------------------------------- | ----------------- | ----------------------------- |
| ピーター・フットン （英語: Peter Hooton）     | ボーカル          | 1983年 - 1996年 2004年 - 現在 |
| キース・マリン （英語: Keith Mullin）         | ギター            | 1986年 - 1996年 2004年 - 現在 |
| スティーヴ・グライムス （英語: Steve Grimes） | ギター キーボード | 1983年 - 1996年 2004年 - 現在 |
| カール・ハンター （英語: Carl Hunter）        | ベース            | 1986年 - 1996年 2004年 - 現在 |
| ベン・リーチ （英語: Ben Leach）              | キーボード        | 1988年 - 1996年 2004年 - 現在 |
| ロイ・ボールター （英語: Roy Boulter）        | ドラムス          | 1987年 - 1996年 2004年 - 現在 |

| 名前                                            | 担当楽器 | 在籍期間        |
| ----------------------------------------------- | -------- | --------------- |
| ポーラ・デヴィッド （英語: Paula David）        | コーラス | 1989年 - 1993年 |
| フィル・ストロングマン （英語: Phil Strongman） | ベース   | 1983年 - 1986年 |
| アンディ・マクヴァン （英語: Andy McVann）      | ドラムス | 1983年 - 1986年 |
| アンソニー・エヴァンス （英語: Anthony Evans）  | ブラス   | 1984年 - 1986年 |
| スティーブ・レビー （英語: Steve Levy）         | ブラス   | 1984年 - 1986年 |
| ジョージ・マーハー （英語: George Maher）       | ブラス   | 1984年 - 1986年 |
| ジョン・メルヴィン （英語: John Melvin）        | ブラス   | 1984年 - 1986年 |
| ミック・ハンラッティ （英語: Mick Hanratty）    | ドラムス | 1985年 - 1987年 |

## 作品

### アルバム
- Spartacus （1991年）
- Love See No Colour （1992年）
- HullaBaloo （1994年）

### シングル
- Stepping Stone （1990年）
- Groovy Train （1990年）
- All Together Now （1990年）
- Don't Let Me Down （1991年）
- Mind （1991年）
- Don't You Want Me （1992年）
- All Together Now (Everton) （1995年）
- All Together Now (Euro 2004) （2004年）
- All Together Now (World Cup 2006) （2006年）